# Чик Коріа
Чик Корі́а (Chick Corea; справжнє ім'я Армандо Ентоні Коріа, Armando Anthony Corea; 12 червня 1941, Массачусетс, США — 9 лютого 2021) — джазовий піаніст і композитор.
Коріа вважається одним із піонерів напрямку ф'южн, крім того вплив його творчості відчутний у таких напрямках, як постбоп, латинський джаз, фрі-джаз, авангардний джаз. Чик Коріа був віртуозом гри на клавішних інструментах зі своєрідною манерою, він розкрив нові можливості електроінструментів. Всього Коріа випустив понад 80 сольних і спільних альбомів. Його остання концертна платівка «Plays» вийшла у вересні 2020 року.
Чик Коріа — лауреат 23 премій «Греммі», він включений в Зал слави джазу (DownBeat Jazz Hall of Fame), ця нагорода є однією з найбільш значущих для виконавців і музикантів на світовій джазовій сцені.

## Життєвий і творчий шлях

### Ранні роки
Чик Коріа народився у Массачусетсі — міській агломерації у передмісті Бостону; має італійське походження (за іншими даними — сицилійське). Його батько Армандо — професійний джазовий трубач, який керував групою «Original Dixieland Jazz Band» у 1930-х — 40-х роках, почав навчати сина грі на фортепіано з 5-ти років. Значна джазова колекція батька, його досвід, а також оточення визначили подальше виховання майбутнього джазмена. Юність Чика Коріа припала на період розквіту бібопу, його кумирами стали такі майстри, як Діззі Гіллеспі, Чарлі Паркер, Бад Пауелл, Хорас Сільвер та Лестер Янг, що досить виразно прослідковується у пізнішій творчості Чика Корії. У 8-річному віці Чик Коріа вивчився грати на ударних інструментах, що пізніше дозволило йому трактувати фортепіано, як ударний інструмент. 
Розвиток Коріа був швидше самобутнім, аніж визначався школою. Вартим уваги є навчання під наглядом концертного піаніста Сальваторе Сулло (Salvatore Sullo), який ознайомив його з класичною музикою та пробудив цікавість  до композиції. У середній школі Чик починає працювати на халтурах. Виступав у складі тріо, що виконували музику Хораса Сільвера у місцевому джаз-клубі; до складу цього колективу входили португальський трубач, а також ударник Біл Фітч, який познайомив Чика з латинською музикою.

### Початок кар'єри

Обкладинка альбому Now He Sings, Now He Sobs (1968)

Чик Коріа розпочав професійну кар'єру у 1960-х роках, виступаючи разом з трубачем Блу Мітчеллом та латинськими музикантами Гербі Менном, Віллі Бобо та Монго Сантамарією. Один з ранніх записів — запис із квінтетом Блю Мітчелла The Thing To Do. Альбом включає його композицію «Chick's Tune» — модифікацію композиції «You Stepped Out of a Dream» яка демонструє кострубаті мелодії та латинські ритми, які частково характеризують стиль Чика Коріа.
Перший альбом як лідера був Tones For Joan's Bones в 1966, за два роки до відомого Now He Sings, Now He Sobs, з Роєм Гейнсом на ударних та Мирославом Вітовшем (Miroslav Vitouš) на контрабасі.

### Авангардний період
З 1968 по 1971 Чик Коріа співпрацює з виконавцями-авангардистами; його стиль збагачується дисонантними гармоніями. Його авангардну гру можна почути на сольних записах цих років, також в роботах з Майлзом Девісом, джаз-бендом Circle, та в альбомі «Song of the Wind» (лейбл CTI).
У вересні 1968 Коріа змінив Гербі Генкока у джаз-банді М.Девіса і з'явився у таких відомих альбомах, як «Filles de Kilimanjaro», «In a Silent Way» та «Bitches Brew». Ритм-секція, до якої окрім Коріа входили Дейв Голанд (Dave Holland) та Джек Деджонетт (Jack DeJohnette) грали у новаторському стилі, що поєднував елементи фрі-джазової імпровізації та рок-музики. В цьому ж колективі Чик Коріа почав експериментувати з електронними клавішними, головним чином електропіаніно Fender Rhodes.
У живих виконаннях він часто використовував колесо модуляції електропіаніно, відтворюючи обертони, що нагадували творчість Штокгаузена. Приклади авангардних композицій в альбомах з Майлзом Девісом — «Black Beauty: Miles Davis at Fillmore West» або «Miles Davis at Fillmore: Live at the Fillmore East». Співпраця з Майлзом Девісом тривала до 1970 року.
Бажаючи більшої свободи творчості, Чик Коріа засновує власний проєкт під назвою «Circle», активний в 1970–1971 роках. Окрім Чика, до цього фрі-джазового гурту входили: мультиінструменталіст на язичкових інструментах Ентоні Брекстон (Anthony Braxton), басист Дейв Голанд (Dave Holland) та барабанщик Беррі Олтскул (Barry Altschul). Записи цього гурту здійснювали лейбли Blue Note та ECM. Окрім атональної манери, Чик Коріа у сольній грі вдавався до гри безпосередньо по струнах роялю. У 1971 — 1972 роках, незадоволений абстрактністю авангардного стилю, а також бажаючи завоювати ширшу аудиторію, Коріа переглядає свою манеру.

### Джаз-ф'южн

Чик Коріа у стилізованому одязі на обкладинці альбому «My Spanish Heart» («Моє іспанське серце», 1976).

На початку 1970-х років творчість Чика Коріа зазнає значних стилістичних змін. В 1971 він засновує новий гурт під назвою Return to Forever. Цей гурт характеризувався звучанням джаз-ф'южн, що досягалась завдяки електроінструментам, а також включали впливи латино-американських жанрів та рок-музики. Перші записи гурту приваблюють яскравим вокалом Флори Пурім (Flora Purim), звучанням електропіаніно «Fender Rhodes», та флейти і саксофона Джо Фаррелла (Joe Farrell). На барабанах грав Airto Moreira. Композиції Коріа для цього гурту відзначаються бразильським колоритом.
Наступного року творчість групи розвивається у напрямку рок-музики, піддаючись впливу гурту The Mahavishnu Orchestra. В той же час Return to Forever відрізнявся від оркестру Махавішну більшою увагою до аранжувань, а також електронних технологій. Зокрема, в 1974 Коріа долучає синтезатор Муга. Склад гурту постійно змінюється, у 1972 році гурт залишає Флора Пурім і до 1977 року гурт виступав без вокаліста. Останні виступи гурту датуються 1977 роком, після чого Чик Коріа зайнявся сольною кар'єрою.
Серед найвідоміших композицій Чик Коріа цього періоду — «Spain» («Іспанія»), що з'явилася у 1972 році в альбомі «Light as a Feather». Ця композиція сполучає латинський і сучасний джазові стилі. Пізніше ця композиція була записана багатьма артистами (найвідоміший запис — Al Jarreau), а також і була використана самим Чиком Коріа в різних контекстах, включно з аранжуваннями для фортепіано з оркестром у 1999 році.
Також на початку 1970-х Чик Коріа співпрацював з вібрафоністом Ґері Бертоном (Gary Burton), в дуеті з яким записав кілька альбомів (лейбл ECM); найвідоміший — Crystal Silence, 1972.

### Пізніші роботи
Пізніша творчість Чика Коріа пов'язана зі створеними ним колективами Elektric Band, The Akoustic Band та Origin.
The Akoustic Band випустила однойменний альбом у 1989, з басистом Джоном Патітуччі (John Patitucci) і барабанщиком Дейвом Веклом (Dave Weckl). Записи 1989 року зробили поворот у творчості Чика Коріа у напрямку традиційного джазу, більшість подальших записів були переважно акустичними.

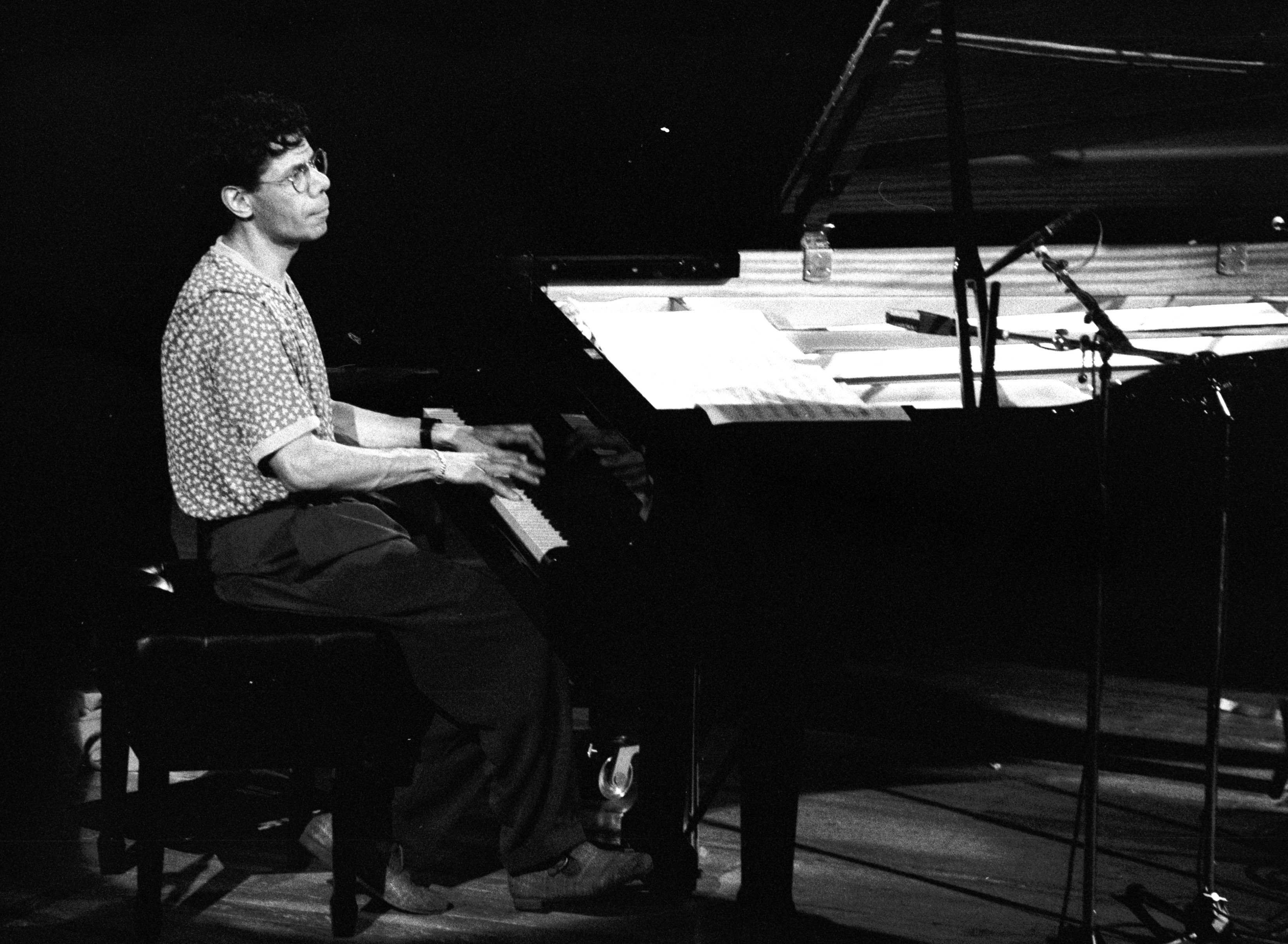
Концерт у Доувілі, Франція, 1992 р.

1992 року Чик Коріа заснував свій власний лейбл — Stretch Records. У 2002 взяв участь у запису альбому Per sempre відомого італійського співака Адріано Челентано.
2001 року він зібрав нове, вже третє тріо у складі Авішай Коен (Avishai Cohen) на басу та Джефф Баллард (Jeff Ballard) на ударних. Було видано альбом «Past, Present & Futures». Прикметно, що 11-трековий альбом містив лише одну стандартну композицію («Jitterbug Waltz» Фетса Воллера), решта були оригінальними творами Чика Коріа. Альбом показав Чика Коріа плідним та сповненим енергії музикантом. Це тріо відрізнялось більш органічним звуком у порівнянні з Akoustic Band, але й звучало «інтернаціональныше», ніж з Вітоушем і Гейнсом, оскільки і Баллард і Коен мали досвід роботи з музикою різних культур.
У 1998 Чик Коріа брав участь у записі альбому Гері Бертона «Like Minds», в якому брали участь також гітарист Пат Метені, басист Дейв Голланд та барабанщик Рой Гейнес.
Останні роки Чик Коріа проявляв інтерес до сучасної академічної музики. Він створив фортепіанний концерт — транскрипцію своєї відомої п'єси «Spain» і виконав його у 1999 з Лондонський філармонічним оркестром. У 2003 він створив свою першу композицію, яка не включала жодного клавішного інструменту — Струнний квартет № 1. Ця композиція була спеціально написана для Orion String Quartet і виконана у 2004 році на фестивалі Summerfest.
У той же час Чик Коріа продовжує працювати над концептуальними альбомами у стилі ф'южн — це такі альбоми, як «To the Stars» (2004) та «Ultimate Adventure» (2006), що отримали нагороду «Греммі» як найліпший джазовий альбом.
У жовтні 2006 року Чик Коріа разом з Ґері Бертоном виступив у Києві у Палаці культури «Україна».

## Характеристика творчості
«Жоден музикант не використав потенціалу ф'южн так багатогранно, з такою витонченістю і смаком, як це зробив Чик Коріа» — писав Лен Найонс, відомий джазовий критик у своїй книзі  «101 найліпший джазовий альбом»  («The 101 Best Jazz Albums»). Впливовий американський журнал «Downbeat» назвав Коріа «найбільш різноплановою і непередбачуваною постаттю у джазі». Серед музикантів, що вплинули на творчість Чика Коріа, називають[хто?] В. А. Моцарта, Л. Бетховена, Арта Тейтума, Телоніуса Монка, Білла Еванса та Бада Пауелла. Творчість Чика Коріа ставлять поруч з творчістю таких найвпливовіших джазменів другої половини XX століття, як Гербі Генкок i Кейт Джарретт.
Серед найважливіших моментів кар'єри Чика Коріа можна згадати його співпрацю з Майлзом Девісом у створенні альбому Bitches Brew в 1969 році, який вважається першим поєднанням джазу і року, а також створення гурту, що стане «стовпом» ф'южну — Return to Forever. Такі джазові стандарти, як «Spain», «La Fiesta», «Now He Sings, Now He Sobs», «Armando's Rhumba» та «Matrix» — найвідоміші серед творів Чика Коріа.
Знаковими у музичній творчості музиканта є багатобарвна лірика, насичена домінантовими акордами, динамічні хроматичні фігурації та пасажі на зменшених гармоніях, а також «полум'яні» фрази в граних ним творах. Добре впізнавані своїм неповторним електронним звуком його експериментальні техніки — зокрема, шарпання струн фортепіано і трактування фортепіано як ударного інструменту.
Деякі критики відзначають у творчості Чика Коріа випадкові провали, під час яких з'являлися слабкі, «показні» твори. Його велетенська дискографія має і досить несхвальні рецензії. Близько 40 відсотків його альбомів дістають оцінки нижче 6 по 12-бальній системі в двох найбільших джазових журналах Америки; це може дивувати, беручи до уваги значну кількість позитивних рецензій останніх років. З іншої сторони, в найбільшому інтернет-порталі Amazon.com такі низькі оцінки отримують лише 5% його композицій, причому найгірші оцінки отримують композиції, що загалом вважаються слабкими. Проте окремі провали не затьмарюють того значення, яке відіграє Чик Коріа у розвитку тисяч піаністів та, імовірно, відіграватиме й надалі.

## Дискографія

### Соло і співпраці
- Tones for Joan's Bones (1966)
- Now He Sings, Now He Sobs (1968)
- Is (1969)
- Sundance (1969)
- The Song of Singing (1970)
- Circulus (1970)
- Piano Improvisations Vol. 1 (1971)
- Piano Improvisations Vol. 2 (1971)
- The Leprechaun (1976)
- My Spanish Heart (1976)
- The Mad Hatter (1978)
- An Evening with Chick Corea & Herbie Hancock (1978)
- Secret Agent (1978)
- Friends  (1978)
- Delphi I (1979)
- CoreaHancock (1979)
- Delphi 2 & 3 (1980)
- Tap Step (1980)
- Live in Montreaux (1980)
- Three Quartets (1981)
- Touchstone  (1982)
- Trio Music (1982)
- Again & Again (1983)
- On two pianos (1983, з Ніколасом Економоу)
- The Meeting (1983, з Фрідріхом Гульданом)
- Children's Songs (1984)
- Fantasy for Two Pianos with Friedrich Gulda (1984)
- Voyage — with Steve Kujala (1985)
- Septet (1985)
- Trio Music Live in Europe (1987)
- Play (1992, z Bobbym McFerrinem)
- Expressions  (1994)
- Time Warp  (1995)
- The Mozart Sessions (1996, з Боббі Мак Ферріном)
- Remembering Bud Powell (1997)
- Like Minds (1998, Ґарі Бертон, Чик Коріа, Пет Матени, Рой Гейнес, Дейв Голланд)
- Corea Concerto (1999)
- Solo Piano — Originals (2000)
- Solo Piano — Standards (2000)
- New Trio: Past, Present & Futures (2001)
- Rendezvous In New York (2003)
- The Ultimate Adventure (2006)

### Чік Коріа зҐері Бертоном
- Crystal Silence (1972)
- Duet  (1979)
- In Concert, Zürich (1980)
- Lyric Suite for Sextet (1983)
- Native Sense — The New Duets (1997)

### Тріо«Circle»
- Circle Gathering (1970)
- Circle Live in Germany (1970)
- ARC (1970)
- Circle — Paris Concert (1971)

### Гурт«Return to Forever»
- Return to Forever (1972)
- Light as a Feather (1972)
- Hymn of the Seventh Galaxy (1973)
- Where Have I Known You Before (1974)
- No Mystery (1975)
- Romantic Warrior (1976)
- MusicMagic (1977)
- RTF Live (1978)

### Гурт«Elektric Band»
- Chick Corea Elektric Band (1986)
- Light Years (1987)
- Eye of the Beholder (1988)
- Inside Out (1990)
- Beneath the Mask (1991)
- Elektric Band II: Paint the World (1993)
- To the Stars (2004)

### ПроектOrigin
- Live at The Blue Note (1998)
- A Week at The Blue Note (1998)
- Change (1999)

### Акустичний гурт Чика Коріа
- Chick Corea Akoustic Band (1989)
- Alive (1991)
- Live from Blue Note Tokyo (2000)

## Нагороди
Упродовж своєї кар'єри Коріа 45 разів номінувався на премію Греммі й 14 разів став її володарем:
| Рік  | Нагорода                                          | Альбом/композиція                                                       |
| ---- | ------------------------------------------------- | ----------------------------------------------------------------------- |
| 1976 | Найкраще джазове інструментальне виконання, група | No Mystery (з гуртом Return to Forever)                                 |
| 1977 | Найкраще інструментальне аранжування              | «Leprechaun's Dream», The Leprechaun                                    |
| 1977 | Найкраще джазове інструментальне виконання, група | The Leprechaun                                                          |
| 1979 | Найкраще джазове інструментальне виконання, група | Friends                                                                 |
| 1980 | Найкраще джазове інструментальне виконання, група | Duet (with Gary Burton)                                                 |
| 1982 | Найкраще джазове інструментальне виконання, група | In Concert, Zürich, October 28, 1979 (with Gary Burton)                 |
| 1989 | Найкраще інструментальне виконання в стилі R&B    | «Light Years», GRP Super Live In Concert (with Elektric Band)           |
| 1990 | Найкраще джазове інструментальне виконання, група | Akoustic Band (with Akoustic Band)                                      |
| 2000 | Найкраще джазове інструментальне соло             | «Rhumbata», Native Sense (with Gary Burton)                             |
| 2001 | Найкраще інструментальне виконання                | Like Minds (with Gary Burton, Pat Metheny, Roy Haynes and Dave Holland) |
| 2002 | Best instrumental arrangement                     | «Spain for Sextet & Orchestra», Corea.Concerto                          |
| 2004 | Найкраще джазове інструментальне соло             | «Matrix»                                                                |
| 2007 | Найкращий джазовий альбом і аранжування           | «The Ultimate Adventure»                                                |

Альбом 1968 року «Now He Sings, Now He Sobs» включений до Зали слави Греммі в 1999.

## Цікаві факти
Чик Коріа брав участь у записі альбому Адріано Челентано — «Per sempre» 2002 року.